# Shopmark
A Shopmark (korábban Europark) Budapest XIX. kerületének egyik legnagyobb bevásárlóközpontja, az Üllői út 201. alatt található. 1997. március 11-én adták át, tulajdonosa a Gránit (régebbi nevén Diófa) Alapkezelő Zrt. által képviselt Magyar Posta Takarék Ingatlan Befektetési Alap. 

## Bemutatása
A Shopmark bevásárlóközpont 25 600 m2 eladótérrel 1997-ben nyitotta meg kapuit.
A nyitástól egészen 2017 áprilisáig Europark nevet viselte, innentől kezdve a tulajdonos a Shopmark nevet használja.
A bevásárlóközpont 2018. április 23-tól felújítási munkálatok miatt átmenetileg zárva tartott. A kibővült üzlet- és szolgáltatás kínálattal 2018. október 25-én nyílt meg újra.

## Üzletek
A megújult bevásárlóközpontban több mint 60 üzlet található.

## Megközelítés
A jó csomóponti elhelyezkedés, a tömegközlekedési kapcsolatok miatt számos járattal megközelíthető:
- Metró:
- Villamos:  42, 50, 52
- Busz:  66, 66B, 66E, 84E, 89E, 94E, 99, 123, 123A, 142E, 194, 194B, 294E
- Elővárosi autóbusz:  626, 628, 629, 654, 660
- Távolsági autóbusz:  1080, 1081, 1090, 1110, 1111